# ساو فيسنتي، ساو باولو
ساو فيسنتي، ساو باولو (بالإنجليزية: São Vicente, São Paulo)‏ هي مدينة، وبلدية في البرازيل، ومستوطنة، تتبع ساو باولو، بلغ عدد سكانها 303551  نسمة، في 1 أغسطس 2000، تبلغ مساحتها 148000000 متر مربع، رمزها البريدي هو 11300-000 até 11399-999.

## الموقع
تشترك في الحدود مع:
- كيوباتو
- Mongaguá [الإنجليزية]‏
- برايا غراندي
- ساو باولو
- سانتوس.

## مدن توأم
المدن التوأم:
- ريسيستينسيا
- ناها، أوكيناوا.

## أعلام
- روبينيو
- ريناتو كارلوس مارتينز جونيور
- ديدي
- ولامير ماركيز
- بيدرو فيسنتي فونسيكا